# グアニル酸
グアニル酸（グアニルさん、guanylic acid）は、ヌクレオチド構造を持つ有機化合物の一種である。グアノシン一リン酸 (Guanosine monophosphate) とも呼ばれ、GMPと略される。GMPは核酸塩基のグアニン、五炭糖のリボース、1つのリン酸より構成されており、リン酸とグアノシン（ヌクレオシド）の間でリン酸エステルを形成している。リン酸エステルの位置により、2'-体、3'-体、5'-体が知られる。5'-体はRNA中の部分構造として現れ、呈味性ヌクレオチドとしても用いられる。

## 利用
5'-GMPはシイタケやエノキタケなどのキノコ類の旨味成分であり工業的に生産されて、核酸系調味料として利用される。核酸系調味料の多くはカツオブシの旨味成分である5'-IMPと5'-GMPの混合物であり、工業的には酵母のRNAを原料にして、アオカビのヌクレアーゼP1(EC. 3.1.30.1)を作用させて5'-GMPと5'-AMPの混合物にし、コウジ菌のAMPデアミナーゼで5'-AMPのみを5'-IMPに転換して酵素的に核酸系調味料を製造している。